# Килгор (Небраска)
Килгор (енгл. Kilgore) град је у америчкој савезној држави Небраска.

## Демографија
По попису из 2010. године број становника је 77, што је 22 (-22,2%) становника мање него 2000. године.
| Група             | 2000.      | 2010.      |
| Белци             | 86 (86,9%) | 56 (72,7%) |
| Афроамериканци    | 2 (2,0%)   | 2 (2,6%)   |
| Азијати           | 0 (0,0%)   | 0 (0,0%)   |
| Хиспаноамериканци | 0 (0,0%)   | 6 (7,8%)   |
| Укупно            | 99         | 77         |